# Angelo Colombaroli
Angelo Colombaroli, né le 9 mai 1863 à Dolcè (Tyrol du Sud), petit village de la vallée de l'Adige au nord de Vérone, et mort à Vérone en 1922, est un missionnaire italien qui fut le premier supérieur général des comboniens (1899-1909).

## Biographie
Il commence ses études chez les stigmatins, puis continue au séminaire diocésain. Il entre à l'âge de vingt ans chez les missionnaires du Sacré-Cœur fondés par saint Daniel Comboni qui prépare les prêtres pour les missions d'Afrique Centrale. Ce groupe devient une congrégation en 1885 et le jeune Combaroli avec neuf compagnons dont Antonio Maria Roveggio continue ses études avec plus d'ardeur encore. Il est ordonné prêtre le 7 août 1887 et émet sa promesse en octobre avec ses neuf autres compagnons. Un mois après, il s'embarque pour l'Égypte pour devenir économe de la mission combonienne et plus tard supérieur. Il y demeure dix ans avec le serviteur de Dieu Antonio Maria Roveggio qui est directeur spirituel de la communauté, des anciens esclaves réfugiés et des sœurs. 
Le P. Colombaroli parle à la perfection - outre l'italien et le latin - le français, l'anglais, l'allemand et l'arabe. Il compile un dictionnaire linguistique en langue niam-niam qui reçoit la médaille d'or de l'exposition internationale de Bruxelles de 1897. Il est reçu deux fois en audience privée par le papeː une fois par Léon XIII le 14 janvier 1901 et une autre fois par saint Pie X le 20 décembre 1904.
Le premier chapitre général de la congrégation qui commence à voler de ses propres ailes a lieu en juin 1899. Le P. Colombaroli en est élu le premier supérieur général. Il part pour Londres avec Mgr Roveggio, pour recevoir le bateau (Le Rédempteur) qu'ils ont fait construire afin de pouvoir naviguer sur le Nil et descendre vers le Soudan pour y missionner dans des régions inexplorées. Il donne l'impulsion du départ. Les premiers missionnaires à s'aventurer après la guerre des mahdistes dans ces régions dangereuses sont les PP. Josef Ohrwalder et Wilhelm Banholzer. Ce sont eux qui exhument les restes du P. Comboni de l'ancienne mission de Khartoum (devenue caserne anglaise) pour les transférer en lieu sûr à Assouan. Ils partent ensuite en bateau plus au sud avec d'autres missionnaires. Les deux premières sœurs à pénétrer au Soudan sont les comboniennes Francesca Dalmasso et Maria Bonetti .
Le P. Colombaroli ouvre une époque d'expansion de la nouvelle congrégation en faisant ouvrir une nouvelle communauté à Brescia (l'institut Comboni, 1900), un séminaire à Tagliamento et une dizaine de nouvelles missions au Soudan (dont Wau, Tonga et Port-Soudan). Mgr Roveggio meurt tragiquement en 1902 et le nouveau vicaire apostolique d'Afrique Centrale devient Franz Xaver Geyer. Les comboniens ne cessent de fonder des dispensaires, orphelinats, imprimeries, écoles de catéchistes, etc., et font appel aux comboniennes institutrices et infirmières à partir de cette époque, malgré les persécutions, la guerre, les fièvres tropicales et les disettes.
Il fait ouvrir en 1908 une nouvelle maison à Messendorf en Autriche, une maison pour l'apprentissage de l'anglais et le recrutement de vocations anglaises à Sidcup en Angleterre. Après la fin de son mandat, il redevient simple missionnaire en Égypte. Comme il est natif du Tyrol du Sud appartenant à l'Empire austro-hongrois (dont il est sujet), il est expulsé par les autorités coloniales britanniques en Suisse pendant la Première Guerre mondiale. Ensuite il termine sa vie dans la maison de Tagliamento où il subit une attaque de paralysie. Il meurt à Vérone à l'âge de cinquante-huit ans. une rue reçoit son nom au Caire .